# 伊瓦涅斯将军艾森大区
伊瓦涅斯将军艾森大区（西班牙語：XI Región Aysén del General Carlos Ibáñez del Campo）是智利从北到南的第15个大区。首府科伊艾克。本大區也是目前智利人口最少的大區，僅約9萬人多。